# NGC 7741
NGC 7741 je spirální galaxie s příčkou v souhvězdí Pegase. Její zdánlivá jasnost je 11,0m a úhlová velikost 4,5′ × 2,9′. Je vzdálená 41 milionů světelných let, průměr má 50 000 světelných let. NGC 7741 spolu s UGC 12732 a UGC 12791 tvoří malou skupinu galaxií, jejíž je nejjasnější člen. Galaxii objevil 10. září 1784 William Herschel.